# .ge
Pour les articles homonymes, voir GE.
.ge est le domaine de premier niveau national réservé et destiné à la Géorgie. Il est égal au domaine .com.ge. Le domaine a été enregistré en 1992.

## Description
Le domaine .ge est registré par l'administrateur Caucasus Online, lui-même basé en Géorgie et fournissant pas moins de 90 % des entités géorgiennes liées à l'Internet.
Il existe plusieurs domaines de niveaux secondaires. Parmi ceux-ci on peut trouver :
- gov.ge, réservé aux organes gouvernementaux ;
- net.ge.